# Top Model. Zostań modelką (mùa 3)
Mùa thứ ba của Top Model. Zostań modelką được dựa trên America's Next Top Model của Tyra Banks. Joanna Krupa, Dawid Woliński và Marcin Tyszka quay lại làm giám khảo mùa này, Karolina Korwin-Piotrowska đã được thay thế bởi giám đốc sáng tạo Kasia Sokołowska.
Điểm đến quốc tế của mùa này là Mumbai dành cho top 6 và Madeira dành cho top 4.
Người chiến thắng cuộc thi là Zuza Kołodziejczyk, 20 tuổi đến từ Poznań. Cô giành được: 1 hợp đồng người mẫu với Next Model Management, lên ảnh bìa của tạp chí Glamour và 1 hợp đồng quảng cáo cho Always Discreet.

## Các thí sinh
(Tuổi tính từ ngày dự thi)
| Thí sinh            | Tuổi | Chiều cao                | Quê quán  | Bị loại ở | Hạng |
| ------------------- | ---- | ------------------------ | --------- | --------- | ---- |
| Ksenia Chlebicka    | 19   | 173 cm (5 ft 8 in)       | Zielonka  | Tập 5     | 14   |
| Ola Antas           | 18   | 171,5 cm (5 ft 7+1⁄2 in) | Jasło     | Tập 6     | 13   |
| Ania Piechowiak     | 22   | 172 cm (5 ft 7+1⁄2 in)   | Poznań    | Tập 7     | 12   |
| Ania Koryto         | 18   | 169,5 cm (5 ft 6+1⁄2 in) | Dydnia    | Tập 8     | 11   |
| Marta Zimlińska     | 19   | 175 cm (5 ft 9 in)       | Poznań    | Tập 9     | 10   |
| Ola Krysiak         | 18   | 176 cm (5 ft 9+1⁄2 in)   | Płońsk    | Tập 10    | 9    |
| Asia Zaremska       | 21   | 176 cm (5 ft 9+1⁄2 in)   | Stargard  | Tập 10    | 8    |
| Ania Cybulska       | 17   | 182 cm (5 ft 11+1⁄2 in)  | Grodzisk  | Tập 11    | 7    |
| Justyna Pawlicka    | 19   | 172,5 cm (5 ft 8 in)     | Leszno    | Tập 12    | 6    |
| Tamara Subbotko     | 18   | 175 cm (5 ft 9 in)       | Gdynia    | Tập 13    | 5    |
| Renata Kurczab      | 20   | 180 cm (5 ft 11 in)      | Katowice  | Tập 14    | 4    |
| Klaudia Strzyżewska | 21   | 179 cm (5 ft 10+1⁄2 in)  | Sosnowiec | Tập 14    | 3    |
| Marcela Leszczak    | 21   | 172 cm (5 ft 7+1⁄2 in)   | Konin     | Tập 14    | 2    |
| Zuza Kołodziejczyk  | 19   | 173 cm (5 ft 8 in)       | Poznań    | Tập 14    | 1    |

## Thứ tự gọi tên
| 1  | Ania P.       | Asia    | Zuza    | Ania K. | Renata  | Renata  | Ania C. | Klaudia | Tamara       | Marcela | Renata  | Zuza    | Zuza    | Zuza    |  |  |  |  |  |  |  |  |  |  |
| 2  | Ania C.       | Marcela | Ania P. | Marcela | Tamara  | Tamara  | Renata  | Justyna | Renata       | Zuza    | Marcela | Marcela | Marcela | Marcela |  |  |  |  |  |  |  |  |  |  |
| 3  | Ola K.        | Ola A.  | Marcela | Marta   | Ola K.  | Marcela | Justyna | Zuza    | Marcela      | Renata  | Zuza    | Klaudia | Klaudia |         |  |  |  |  |  |  |  |  |  |  |
| 4  | Marcela       | Klaudia | Ola K.  | Asia    | Justyna | Klaudia | Zuza    | Tamara  | Justyna      | Tamara  | Klaudia | Renata  |         |         |  |  |  |  |  |  |  |  |  |  |
| 5  | Asia          | Tamara  | Ania K. | Ola K.  | Marcela | Justyna | Tamara  | Ania C. | Klaudia Zuza | Klaudia | Tamara  |         |         |         |  |  |  |  |  |  |  |  |  |  |
| 6  | Zuza          | Ania C. | Marta   | Zuza    | Klaudia | Ania C. | Asia    | Marcela | Klaudia Zuza | Justyna |         |         |         |         |  |  |  |  |  |  |  |  |  |  |
| 7  | Ksenia        | Ania P. | Tamara  | Tamara  | Ania C. | Asia    | Klaudia | Renata  | Ania C.      |         |         |         |         |         |  |  |  |  |  |  |  |  |  |  |
| 8  | Ania K.       | Renata  | Justyna | Renata  | Zuza    | Ola K.  | Marcela | Asia    |              |         |         |         |         |         |  |  |  |  |  |  |  |  |  |  |
| 9  | Tamara        | Ola K.  | Klaudia | Klaudia | Asia    | Zuza    | Ola K.  |         |              |         |         |         |         |         |  |  |  |  |  |  |  |  |  |  |
| 10 | Ola A.        | Justyna | Asia    | Ania C. | Marta   | Marta   |         |         |              |         |         |         |         |         |  |  |  |  |  |  |  |  |  |  |
| 11 | Justyna       | Zuza    | Ania C. | Justyna | Ania K. |         |         |         |              |         |         |         |         |         |  |  |  |  |  |  |  |  |  |  |
| 12 | Renata        | Ania K. | Renata  | Ania P. |         |         |         |         |              |         |         |         |         |         |  |  |  |  |  |  |  |  |  |  |
| 13 | Klaudia Marta | Marta   | Ola A.  |         |         |         |         |         |              |         |         |         |         |         |  |  |  |  |  |  |  |  |  |  |
| 14 | Klaudia Marta | Ksenia  |         |         |         |         |         |         |              |         |         |         |         |         |  |  |  |  |  |  |  |  |  |  |

     Thí sinh được miễn loại
     Thí sinh bị loại trước phòng đánh giá
     Thí sinh không bị loại khi rơi vào cuối bảng
     Thí sinh bị loại
     Thí sinh chiến thắng cuộc thi
- Các tập 1, 2, 3 và 4 là tập casting. Trong tập 4, nhóm thí sinh bán kết được giảm xuống 14 thí sinh cuối cùng chuyển sang cuộc thi chính.
- Trong tập 5, thí sinh thể hiện tốt nhất từ mỗi cặp trong buổi chụp ảnh sẽ được miễn loại trong phòng đánh giá. Asia là người có tấm ảnh đẹp nhất của tuần.
- Trong tập 7, Ania K., Marcela & Marta được miễn loại trong phòng đánh giá. Ania K. là người có tấm ảnh đẹp nhất của tuần.
- Trong tập 10, Anja Rubik coi Ola K., Klaudia & Marcela ít ấn tượng nhất trong thử thách casting và cô quyết định loại Ola K. vì có màn thể hiện kém nhất trong thử thách.
- Trong tập 11, Ania C., Klaudia & Zuza rơi vào cuối bảng. Ania C. là người đầu tiên được gọi đã Joanna thông báo rằng cô đã bị loại, sau đó đưa cho Klaudia & Zuza bức ảnh của họ.

### Buổi chụp hình
- Tập 4: Tạo dáng theo nhóm trong lâu đài Czocha (casting)
- Tập 5: Áo tắm ở bãi biển theo cặp
- Tập 6: Ngôi sao nhạc rock trên đám đông lướt sóng
- Tập 7: Ảnh bìa tạp chí Glamour theo nhóm; Ma cà rồng quyến rũ
- Tập 8: Những ngôi sao trên thảm đỏ
- Tập 9: Chuyển động trong váy; Ảnh chân dung vẻ đẹp tự nhiên
- Tập 10: Vũ công balê trong phong cách Haute Couture
- Tập 11: Ảnh trắng đen tạo dáng với mẹ của họ
- Tập 12: Tạo dáng trong sari ở đền cho tạp chí Vogue India
- Tập 13: Trang biên tập cho tạp chí Harper's Bazaar India
- Tập 14: Ảnh bìa tạp chí Glamour ở Madeira; Quảng cáo cho điện thoại Samsung; Tạo dáng trên cánh hoa xanh